# Parma (arma)
Parma o parmula era un tipo di scudo rotondo o ellittico usato dall'esercito Romano, specialmente durante il tardo periodo imperiale.

## Caratteristiche
Misurava un metro o meno e l'intelaiatura era in ferro. Nella parte frontale vi era un umbone metallico con funzione di rinforzo e a protezione della mano che sosteneva la parma.

## Usi militari
Era usata inizialmente dai velites, poi principalmente dalla cavalleria e dalla fanteria ausiliarie, i legionari preferivano il più pesante e più protettivo scutum. Era caratteristica del signifer, il portainsegne.
Nell'Eneide di Virgilio, lo scudo parma è citato come lo strumento di difesa usato dai Troiani durante la guerra di Troia nei combattimenti contro i Greci e più tardi contro i Rutuli.

## Altri usi
Faceva parte dell'equipaggiamento tipico del gladiatore trace.
Nella danza pirrica era alzata sopra la testa e colpita da una spada in modo da emettere un forte suono metallico.